# Convento do Carmo (Évora)

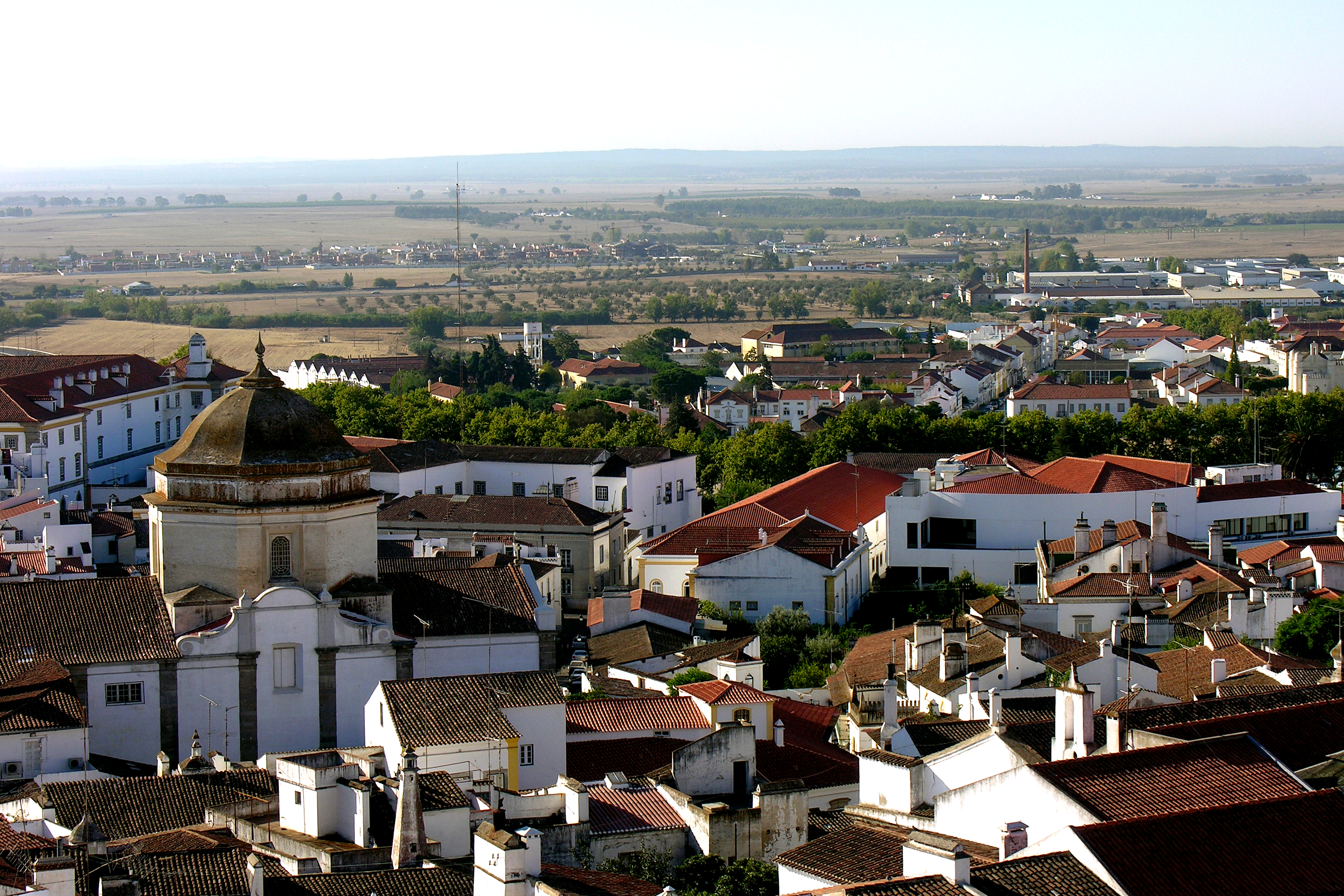
Évora, vendo-se à esquerda a cúpula da Igreja do Carmo

O Convento de Nossa Senhora do Carmo, também conhecido como Igreja do Carmo e Igreja e Convento do Carmo, é um vasto monumento religioso da cidade de Évora, ficando situado no Largo das Portas de Moura e Rua D. Augusto Eduardo Nunes (antiga Rua da Mesquita), na freguesia de Évora (São Mamede, Sé, São Pedro e Santo Antão).

## História
Os frades carmelitas estabeleceram-se em Évora em 1531, no tempo do Bispo Cardeal D. Afonso, tendo o primitivo mosteiro sido edificado extra-muros, na zona das Portas de Avis e Lagoa, junto à antiquíssima Capela de São Tomé. O edifício ficou praticamente destruído com o cerco de Évora durante a Guerra da Restauração (século XVII). Os frades carmelitas, desalojados, pediram ao rei D. Afonso VI que os deixasse habitar o antigo Paço dos Duques de Bragança em Évora, situado junto às Portas de Moura. O monarca acedeu ao pedido, doando a antiga moradia dos Bragança aos Carmelitas, com a condição de manterem a célebre porta dos nós, símbolo da Sereníssima Casa de Bragança, o que os frades respeitaram. A igreja foi sagrada solenemente no ano de 1691.
O mosteiro foi extinto em 1834, juntamente com todas as ordens religiosas em Portugal, voltando então à posse da Casa de Bragança. O convento ficara no entanto inacabado, faltaram construir dois lanços do grande claustro e as torres sineiras da igreja. A rainha D. Maria II, a pedido do Arcebispo de Évora, D. Francisco da Mãe dos Homens Anes de Carvalho, cedeu-o para seminário maior da arquidiocese, que poucos anos depois se mudou para o antigo Colégio da Purificação. Foi então vendido à família Margiochi, que o cedeu para Colégio das Irmãs Doroteia, que viriam a ser expulsas pela implantação da república. Em 1914, foi novamente cedido à arquidiocese, para paço arquiepiscopal, uma vez que a República havia expropriado o paço junto à Sé. Na década de 1990 o Arcebispo de Évora, mudou-se para um novo Paço Arquiepiscopal, e o edifício foi arrendado à Universidade de Évora, que nele instalou o Departamento de Música e Teatro. A igreja do convento do Carmo (que permaneceu sempre em posse da Arquidiocese) é, desde 1934, por decisão do Arcebispo D. Manuel da Conceição Santos, a igreja paroquial da freguesia da Sé.
Em 2024, o convento estava a ser transformado em hotel. O projeto contempla 51 quartos, alguns dos quais planeados para serem subterrâneos. Durante os trabalhos de escavação foi descoberto um bairro islâmico/árabe datado dos séculos X e XI, correspondente ao período inicial da ocupação norte-africana.

## Descrição
O edifício conventual ergue-se ao longo da Rua da Mesquita, em linhas severas do barroco seiscentista, sendo a portaria aberta por alpendre de pedra de cúpula piramidal. A entrada para o adro da igreja faz-se por longa escadaria de granito, para onde se abre a monumental porta dos nós, que os frades aproveitaram para porta da igreja. 

### Interior
O interior, de proporções monumentais, compreende uma só nave, de abóbada de berço, com seis capelas laterais, coro-alto e galerias altas, pelas quais se ilumina a nave. Sob o cruzeiro ergue-se a maior cúpula da cidade de Évora. Os três altares do cruzeiro são particularmente monumentais, devido às suas invulgares dimensões, sendo exemplares de épocas diferentes da arte da talha dourada portuguesa. O do lado esquerdo, chamado de Nossa Senhora da Piedade, é o mais antigo do templo, sendo ainda do reinado de D. Pedro II. O do lado direito, chamado do Santíssimo Sacramento (antigo altar privativo da Ordem Terceira do Carmo), é particularmente majestoso,  já da época do barroco-rococó. Finalmente o Altar-Mor, de enormes dimensões, de talha dourada e marmoreada, marcado essencialmente pelo período joanino, destacando-se as ornamentações do trono da exposição solene do Santíssimo Sacramento e da imagem de Nossa Senhora do Carmo.